# Lindernia major
Lindernia major é uma espécie botânica do gênero Lindernia pertencente à família Linderniaceae.